# Aldwych (Metropolitano de Londres)

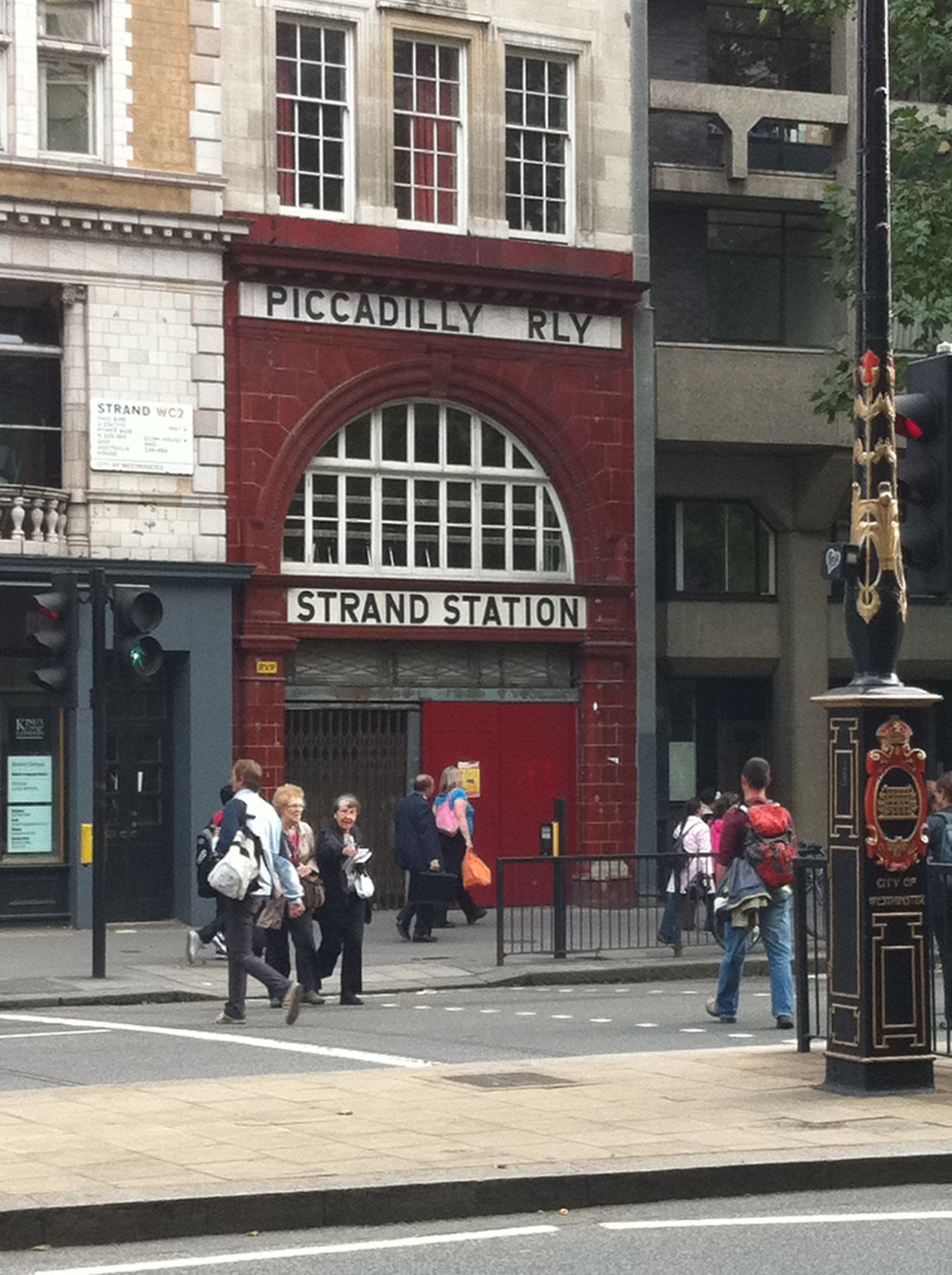
Estrada da Estação de Aldwych.

A Estação de Aldwych é uma estação inativa que pertence ao sistema de metropolitano da Cidade de Londres.